# Det tavse råb
Det tavse råb er en dansk dokumentarfilm fra 2000, der er instrueret af René Bo Hansen efter manuskript af ham selv og Claus Ladegaard.

## Handling
2,5% af alle unge mellem 16-19 år angiver, at de har forsøgt selvmord. Af disse forsøger næsten halvdelen igen. Før et ungt menneske prøver at begå selvmord, er der ofte gået en periode, hvor han eller hun forgæves har forsøgt at kommunikere med omgivelserne. I filmen viderebringes konkrete erfaringer med intervention i et selvmordsforløb. Hvornår det er vigtigt at tale om selvmord med et ungt menneske, og hvordan det er muligt at tale om selvmord på en fornuftig måde. Et bidrag til en større menneskelig og faglig sikkerhed som grundlag for et offensivt beredskab. Filmens målgruppe er faggrupper, som udgør en første kontaktflade for en selvmordstruet person. Indholdet dækker: problemidentifikation, intervention, handlemuligheder og forebyggelse.